# دمیرچی دره سی علیا
دمیرچی دره سی علیا یک روستا در ایران است که در دهستان پائین برزند واقع شده‌است. دمیرچی دره سی علیا ۵۲ نفر جمعیت دارد.